# District municipal de Berekum
Le district municipal de Berekum (Berekum Municipal District, en Anglais) est l’un des 22 districts de la Région de Brong Ahafo au Ghana.

## Villes et villages du district
| - Berekum - Jinijini - Senase - Kato - Koraso | - Fetentaa - Mpatasie - Biadan - Jamede - Botokrom | - Nsapor - Kutre N°1 - Ayimom - Domfete - Namasua | - Akroforo - Adom - Abisaase - Benkasem Kuture N°2 |

## Villes voisines
- Abengourou vers l'ouest, en Côte d'Ivoire.

## Sources
- (en) Site de Ghanadistricts